# Systemy oznaczania zębów
Systemy oznaczania zębów zostały opracowane w celu ujednolicenia i ułatwienia komunikacji pomiędzy lekarzami, lekarzami dentystami, technikami dentystycznymi, higienistami stomatologicznymi i przedstawicielami innych zawodów mających do czynienia z zębami, w szczególności, gdy posługują się różnymi językami. Ich zaletą jest ułatwienie zapisu i prowadzenia historii choroby w kartotece pacjenta. Każdy system stanowi zbiór zasad opisujących schemat, według którego każdemu zębowi w każdym łuku przyporządkowane jest określone i unikalne oznaczenie literowe lub liczbowe (również zęby mleczne i stałe mają odrębne oznaczenia). Przez lata rozwijały się różne systemy – od bardziej opisowych (łaciński) i wizualnych (Zsigmondy’ego, Haderupa) do czysto cyfrowych (Viohla, uniwersalny) ze względu na rozwój technologii informacyjnych oraz możliwość wprowadzania danych pacjenta do komputera.

## Cechy wspólne systemów
Podstawą większości systemów jest schemat krzyża, który dzieli uzębienie pacjenta na łuk górny i dolny, a każdy łuk na prawą i lewą połowę – co daje w sumie 4 ćwiartki. Lewa i prawa połowa nazywane są z perspektywy pacjenta, jednak ich orientacja na diagramie odpowiada perspektywie lekarza patrzącego na pacjenta – prawe zęby pacjenta znajdują się po lewej stronie lekarza (w lewej części diagramu), a lewe zęby pacjenta znajdują się po prawej stronie lekarza (w prawej części diagramu) .

## System łaciński

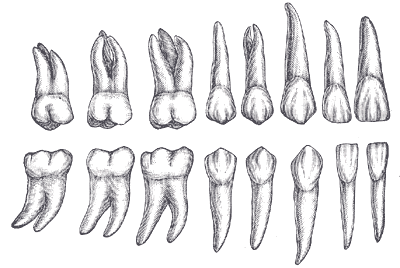
Zęby stałe człowieka

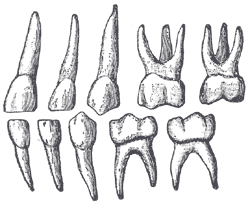
Zęby mleczne człowieka

Zgodnie ze wzorem zębowym człowieka (I{\displaystyle {\tfrac {2}{2}}}C{\displaystyle {\tfrac {1}{1}}}P{\displaystyle {\tfrac {2}{2}}}M{\displaystyle {\tfrac {3}{3}}}) system ten uwzględnia fakt, że człowiek posiada w każdym łuku po każdej stronie kolejno dwa siekacze, jeden kieł, dwa przedtrzonowce i trzy trzonowce (w uzębieniu mlecznym brak jest przedtrzonowców i jednego trzonowca).
| (zęby stałe)   |    |    |    |    |   |    |    |    |    |   |    |    |    |    |    |
| M3             | M2 | M1 | P2 | P1 | C | I2 | I1 | I1 | I2 | C | P1 | P2 | M1 | M2 | M3 |
| M3             | M2 | M1 | P2 | P1 | C | I2 | I1 | I1 | I2 | C | P1 | P2 | M1 | M2 | M3 |
|                |    |    |    |    |   |    |    |    |    |   |    |    |    |    |    |
| (zęby mleczne) |    |    |    |    |   |    |    |    |    |   |    |    |    |    |    |
|                |    |    | m2 | m1 | c | i2 | i1 | i1 | i2 | c | m1 | m2 |    |    |    |
|                |    |    | m2 | m1 | c | i2 | i1 | i1 | i2 | c | m1 | m2 |    |    |    |

Oznaczenia literowe pochodzą z łaciny (wielkie litery dla zębów stałych, małe dla zębów mlecznych)  :
- I – siekacze (incisivi)
- C – kły (canini)
- P – przedtrzonowce (premolares)
- M – trzonowce (molares)

System łaciński był używany jako pierwszy i zalecany przez Austriaka Mühlreitera (1870). Ćwiartki oznaczano słownie: I1 sup. sin. oznacza „pierwszy siekacz (łac. incisivus) górny (superior) lewy (sinister) . Zęby mleczne często wskazywano dodatkową literą d (łac. dentes decidui).

## System Zsigmondy’ego
Inne nazwy: austriacki , Chevrona.

Sposób numerowania zębów stałych według systemu Zsigmondy'ego

Górny prawy pierwszy przedtrzonowiec (stały)

Metoda wiedeńskiego dentysty Adolfa Zsigmondy’ego opracowana w 1861 roku zerwała z dotychczas stosowanym systemem oznaczania zębów długimi nazwami łacińskimi na rzecz krótszego zapisu cyfrowego . Polega na podaniu pozycji zęba oraz obrysowaniu danej cyfry kątem prostym oznaczającym odpowiednią ćwiartkę. Pozycję zęba podaje się, licząc od siekacza przyśrodkowego do ostatniego trzonowca. Dla zębów stałych używa się cyfr arabskich, dla mlecznych – rzymskich. Kąt ćwiartki oznacza się dwoma kreskami analogicznymi do kresek ograniczających na diagramie ćwiartkę, w której ten ząb leży. I tak linia pionowa różnicuje stronę lewą i prawą, a linia pozioma – górę i dół   .
Wadą systemu jest brak możliwości werbalizacji i zapisu cyfrowego oznaczanych kątów , gdyż niemożliwe jest wprowadzanie z klawiatury komputerowej kątów oznaczających ćwiartkę  (jednakże, zamiast kątów można stosować skrócony zapis z ukośnikami – slash lub backslash – jak w przykładzie pod tabelą).
| (zęby stałe)   |   |   |   |    |     |    |   |   |    |     |    |   |   |   |   |
| 8              | 7 | 6 | 5 | 4  | 3   | 2  | 1 | 1 | 2  | 3   | 4  | 5 | 6 | 7 | 8 |
| 8              | 7 | 6 | 5 | 4  | 3   | 2  | 1 | 1 | 2  | 3   | 4  | 5 | 6 | 7 | 8 |
|                |   |   |   |    |     |    |   |   |    |     |    |   |   |   |   |
| (zęby mleczne) |   |   |   |    |     |    |   |   |    |     |    |   |   |   |   |
|                |   |   | V | IV | III | II | I | I | II | III | IV | V |   |   |   |
|                |   |   | V | IV | III | II | I | I | II | III | IV | V |   |   |   |

Przykłady:
| (zęby stałe)   |    |                                                                           |
| •              | 6  | – prawy górny pierwszy trzonowiec („prawa górna szóstka”)                 |
| •              | 1  | – lewy górny pierwszy siekacz („lewa górna jedynka”)                      |
| •              | 3  | – prawy dolny kieł („prawa dolna trójka”)                                 |
| (zęby mleczne) |    |                                                                           |
| •              | IV | – prawy górny pierwszy trzonowiec mleczny („prawa górna czwórka mleczna”) |
| •              | II | – lewy górny drugi siekacz mleczny („lewa górna dwójka mleczna”)          |

Użycie ukośników zamiast kątów do oznaczania ćwiartek:
- / zamiast   i  , np. 3/ zamiast 3 i  /3 zamiast 3
- \ zamiast   i   , np. \3 zamiast 3 i 3\ zamiast 3

###  System Palmera

Propozycja Palmera oznaczania zębów mlecznych w ćwiartkach.

Pierwszy dolny prawy siekacz mleczny

Inne nazwy: ćwiartkowy , PNS (ang. Palmer’s Notation System).
Dentysta Corydon Palmer z Ohio opracował podobny system równolegle z Zsigmondy’m (1870 r. ) i w krajach anglojęzycznych zapis Zsigmondy’ego znany jest właśnie pod nazwiskiem Palmera. Zęby stałe oznaczał tak samo, inaczej jedynie zęby mleczne   .
| (zęby mleczne) |   |   |   |   |   |   |   |   |   |
| E              | D | C | B | A | A | B | C | D | E |
| E              | D | C | B | A | A | B | C | D | E |

Istnieje również inny zapis w tym systemie, w którym kreski są zastąpione literami oznaczającymi ćwiartkę, np. UR8 (ang. upper right 8 = 8 ) i LL1 (ang. lower left 1 = 1 ).

## System Haderupa
Inne nazwy: duński , plus/minus.
Duński lekarz Viktor Haderup w 1887 r.  (według niektórych w 1891 r.) zrezygnował z bezpośredniego odnoszenia się do krzyża na diagramie i zastąpił go znakami „+” (plus) dla zębów górnych i „-” (minus) dla zębów dolnych, które pełnią funkcję linii poziomej z systemu Zsigmondy’ego. Funkcję linii pionowej pełni położenie znaku „+” lub „-” względem cyfry. Znak ten umieszcza się po mezjalnej stronie zęba, tj. przyśrodkowo (po stronie linii centralnej łuku zębowego). Tak więc znak po prawej stronie cyfry oznacza ząb prawej połowy łuku zębowego, a znak po stronie lewej – ząb lewej połowy   .
Do oznaczania zębów mlecznych Haderup zdecydował się używać również cyfr arabskich, jednak dla rozróżnienia ze stałymi pozycję zęba mlecznego poprzedzał literą l (łac. lacteus – mleczny) , później zmieniono literę na jedno zero wiodące .
Wadą systemu jest brak możliwości zapisu cyfrowego oznaczanych kątów , gdyż znaki „+” i „-” dla systemów komputerowych oznaczają działania na liczbach .
Jest to najbardziej rozpowszechniony system w Skandynawii.
| (zęby stałe)   |    |    |     |     |     |     |     |     |     |     |     |     |    |    |    |
| 8+             | 7+ | 6+ | 5+  | 4+  | 3+  | 2+  | 1+  | +1  | +2  | +3  | +4  | +5  | +6 | +7 | +8 |
| 8-             | 7- | 6- | 5-  | 4-  | 3-  | 2-  | 1-  | -1  | -2  | -3  | -4  | -5  | -6 | -7 | -8 |
|                |    |    |     |     |     |     |     |     |     |     |     |     |    |    |    |
| (zęby mleczne) |    |    |     |     |     |     |     |     |     |     |     |     |    |    |    |
|                |    |    | 05+ | 04+ | 03+ | 02+ | 01+ | +01 | +02 | +03 | +04 | +05 |    |    |    |
|                |    |    | 05- | 04- | 03- | 02- | 01- | -01 | -02 | -03 | -04 | -05 |    |    |    |

Przykłady:
| (zęby stałe)   |     |                                                                           |
| •              | 6+  | – prawy górny pierwszy trzonowiec („prawa górna szóstka”)                 |
| •              | +1  | – lewy górny pierwszy siekacz („lewa górna jedynka”)                      |
| •              | 3-  | – prawy dolny kieł („prawa dolna trójka”)                                 |
| (zęby mleczne) |     |                                                                           |
| •              | 04+ | – prawy górny pierwszy trzonowiec mleczny („prawa górna czwórka mleczna”) |
| •              | +02 | – lewy górny drugi siekacz mleczny („lewa górna dwójka mleczna”)          |

### System Haderupa z poprawką Allerhanda
W późniejszym czasie wprowadzono poprawkę do systemu Haderupa, która polegała na przywróceniu numeracji zębów mlecznych według systemu Zsigmondy’ego, tj. liczbami rzymskimi. W 1932 r. system ten został przyjęty jako obowiązujący  .
| (zęby mleczne) |     |      |     |    |    |     |      |     |    |
| V+             | IV+ | III+ | II+ | I+ | +I | +II | +III | +IV | +V |
| V-             | IV- | III- | II- | I- | -I | -II | -III | -IV | -V |

## System Viohla
Inne nazwy: międzynarodowy, FDI, dwuwskaźnikowy  , TDS (ang. two-digit system).

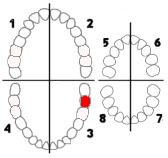
Kolejność numerowania ćwiartek (po lewej zęby stałe, po prawe – mleczne). Ząb zakolorowany na czerwono ma oznaczenie 37.

System ten w 1970 r. został oficjalnie przyjęty przez Komisję FDI (fr. Fédération Dentaire Internationale)  jako norma ISO-3950 i obecnie jest zalecany przez WHO ze względu na łatwość posługiwania się nim w mowie i piśmie oraz w gromadzeniu i opracowywaniu danych. Jest powszechnie używany na świecie (poza USA), również w Polsce  .
Berliński lekarz Joachim Viohl  (choć niektórzy jako pierwszego autora podają Theilmana, 1932) wprowadził w 1966 r. system opierający się całkowicie na cyfrach arabskich, tzn. zarówno pozycję zęba w ćwiartce, jak i samą ćwiartkę oznaczał cyfrą arabską. W systemie oznaczenie zęba jest dwucyfrowe: pierwsza cyfra oznacza ćwiartkę, a druga – pozycję zęba w ćwiartce   .
Ćwiartki porównał do tarczy zegara podzielonej na 4 kwadranty i numerował od górnej lewej (z perspektywy lekarza patrzącego na pacjenta en face) zgodnie z ruchem wskazówek zegara (ćwiartki od 1 do 4). Kwadrant 1 miał być kwadrantem najbliżej lekarza, gdyż lekarz zwykle znajdował się z prawej strony pacjenta  – obecnie jednak coraz więcej lekarzy przyjmuje, siedząc za pacjentem. Dla zębów mlecznych postanowił kontynuować numerację i oznaczał je w tej samej kolejności ćwiartkami od 5 do 8. Numerację zębów Viohl pozostawił taką samą – zęby stałe oznaczał cyframi 1-8, licząc od siekacza przyśrodkowego do ostatniego trzonowca, zęby mleczne – cyframi arabskimi 1-5 (licząc również od siekacza przyśrodkowego do ostatniego trzonowca)    .
Należy pamiętać, że oznaczenie zęba (np. „13”) wymawia się jak dwie oddzielne cyfry („jeden-trzy”), a nie jak liczbę dwucyfrową („trzynaście”)  .
| (zęby stałe)     |                  |                  |                  |                  |                  |                  |                  |                 |                 |                 |                 |                 |                 |                 |                 |  |
| górne prawe – 1# | górne prawe – 1# | górne prawe – 1# | górne prawe – 1# | górne prawe – 1# | górne prawe – 1# | górne prawe – 1# | górne prawe – 1# | górne lewe – 2# | górne lewe – 2# | górne lewe – 2# | górne lewe – 2# | górne lewe – 2# | górne lewe – 2# | górne lewe – 2# | górne lewe – 2# |  |
| 18               | 17               | 16               | 15               | 14               | 13               | 12               | 11               | 21              | 22              | 23              | 24              | 25              | 26              | 27              | 28              |  |
| 48               | 47               | 46               | 45               | 44               | 43               | 42               | 41               | 31              | 32              | 33              | 34              | 35              | 36              | 37              | 38              |  |
| dolne prawe – 4# | dolne prawe – 4# | dolne prawe – 4# | dolne prawe – 4# | dolne prawe – 4# | dolne prawe – 4# | dolne prawe – 4# | dolne prawe – 4# | dolne lewe – 3# | dolne lewe – 3# | dolne lewe – 3# | dolne lewe – 3# | dolne lewe – 3# | dolne lewe – 3# | dolne lewe – 3# | dolne lewe – 3# |  |
|                  |                  |                  |                  |                  |                  |                  |                  |                 |                 |                 |                 |                 |                 |                 |                 |  |
| (zęby mleczne)   |                  |                  |                  |                  |                  |                  |                  |                 |                 |                 |                 |                 |                 |                 |                 |  |
| górne prawe – 5# | górne prawe – 5# | górne prawe – 5# | górne prawe – 5# | górne prawe – 5# | górne prawe – 5# | górne prawe – 5# | górne prawe – 5# | górne lewe – 6# | górne lewe – 6# | górne lewe – 6# | górne lewe – 6# | górne lewe – 6# | górne lewe – 6# | górne lewe – 6# | górne lewe – 6# |  |
|                  |                  |                  | 55               | 54               | 53               | 52               | 51               | 61              | 62              | 63              | 64              | 65              |                 |                 |                 |  |
|                  |                  |                  | 85               | 84               | 83               | 82               | 81               | 71              | 72              | 73              | 74              | 75              |                 |                 |                 |  |
| dolne prawe – 8# | dolne prawe – 8# | dolne prawe – 8# | dolne prawe – 8# | dolne prawe – 8# | dolne prawe – 8# | dolne prawe – 8# | dolne prawe – 8# | dolne lewe – 7# | dolne lewe – 7# | dolne lewe – 7# | dolne lewe – 7# | dolne lewe – 7# | dolne lewe – 7# | dolne lewe – 7# | dolne lewe – 7# |  |

### System OMS
System ten (z 1981 r.) jest odmianą systemu FDI, w którym jedyną modyfikacją jest zapis z kropką pomiędzy cyframi, np. „2.4” zamiast „24”. Zapobiega to pomyłkowemu odczytywaniu oznaczenia jak liczby dwucyfrowej („dwadzieścia cztery” zamiast „dwa-cztery”).

## System uniwersalny

System uniwersalny (UNS)

Inne nazwy: UNS (ang. universal numbering system), amerykański, Parreidta, ADA  .
W USA powszechnie używa się tzw. systemu uniwersalnego, opracowanego przez J. Perreidta w 1882 roku (niektórzy podają jako autora Brytyjczyka Geoarge'a Cunninghama, 1883) zatwierdzonego 18 kwietnia 1975 r. przez ADA (ang. American Dental Association), w którym zrezygnowano z oznaczania ćwiartek, a zęby numeruje się po kolei od ostatniego górnego prawego trzonowca (#1) do przodu i dalej do ostatniego górnego lewego trzonowca (#16), dalej od ostatniego dolnego lewego trzonowca (#17) do przodu i dalej do ostatniego dolnego prawego trzonowca (#32) . W zębach mlecznych stosuje się litery alfabetu łacińskiego (A-T), numerując zęby w analogicznej kolejności   .
Trudnością w tym systemie jest zapamiętanie numerów konkretnych zębów, gdyż np. numery #4, #13, #20 i #29 nie od razu wskazują na to, że są to wszystkie drugie przedtrzonowce .
| (zęby stałe)                 |    |    |     |     |     |     |     |     |     |     |     |     |    |    |    |
| 1                            | 2  | 3  | 4   | 5   | 6   | 7   | 8   | 9   | 10  | 11  | 12  | 13  | 14 | 15 | 16 |
| 32                           | 31 | 30 | 29  | 28  | 27  | 26  | 25  | 24  | 23  | 22  | 21  | 20  | 19 | 18 | 17 |
|                              |    |    |     |     |     |     |     |     |     |     |     |     |    |    |    |
| (zęby mleczne)               |    |    |     |     |     |     |     |     |     |     |     |     |    |    |    |
|                              |    |    | A   | B   | C   | D   | E   | F   | G   | H   | I   | J   |    |    |    |
|                              |    |    | T   | S   | R   | Q   | P   | O   | N   | M   | L   | K   |    |    |    |
|                              |    |    |     |     |     |     |     |     |     |     |     |     |    |    |    |
| (zęby mleczne – alternatywa) |    |    |     |     |     |     |     |     |     |     |     |     |    |    |    |
|                              |    |    | 1d  | 2d  | 3d  | 4d  | 5d  | 6d  | 7d  | 8d  | 9d  | 10d |    |    |    |
|                              |    |    | 20d | 19d | 18d | 17d | 16d | 15d | 14d | 13d | 12d | 11d |    |    |    |

Przykłady:
| (zęby stałe)   |    |                                                                           |
| •              | 3  | – prawy górny pierwszy trzonowiec („prawa górna szóstka”)                 |
| •              | 9  | – lewy górny pierwszy siekacz („lewa górna jedynka”)                      |
| •              | 27 | – prawy dolny kieł („prawa dolna trójka”)                                 |
| (zęby mleczne) |    |                                                                           |
| •              | B  | – prawy górny pierwszy trzonowiec mleczny („prawa górna czwórka mleczna”) |
| •              | G  | – lewy górny drugi siekacz mleczny („lewa górna dwójka mleczna”)          |

### System uniwersalny 2
Inne nazwy: Navy Notation.
W tym systemie zęby są numerowane tak samo jak w UNS jedynie w innej kolejności – nie zgodnie ze wskazówkami zegara, ale oba łuki od prawej (pacjenta) do lewej. Tak więc górny łuk jest numerowany tak samo, a dolny w odwrotnej kolejności. Dla zębów mlecznych zmiana jest analogiczna.
| (zęby stałe)   |    |    |    |    |    |    |    |    |    |    |    |    |    |    |    |
| 1              | 2  | 3  | 4  | 5  | 6  | 7  | 8  | 9  | 10 | 11 | 12 | 13 | 14 | 15 | 16 |
| 17             | 18 | 19 | 20 | 21 | 22 | 23 | 24 | 25 | 26 | 27 | 28 | 29 | 30 | 31 | 32 |
|                |    |    |    |    |    |    |    |    |    |    |    |    |    |    |    |
| (zęby mleczne) |    |    |    |    |    |    |    |    |    |    |    |    |    |    |    |
|                |    |    | A  | B  | C  | D  | E  | F  | G  | H  | I  | J  |    |    |    |
|                |    |    | K  | L  | M  | N  | O  | P  | Q  | R  | S  | T  |    |    |    |